# Lista światowego dziedzictwa UNESCO w Libii
Lista światowego dziedzictwa UNESCO w Libii – lista miejsc w Libii wpisanych na listę światowego dziedzictwa UNESCO, ustanowionej na mocy Konwencji w sprawie ochrony światowego dziedzictwa kulturowego i naturalnego, przyjętej przez UNESCO na 17. sesji w Paryżu 16 listopada 1972 i ratyfikowanej przez Libię 13 października 1978 roku.
Obecnie (stan na marzec 2021 roku) na liście znajduje się pięć obiektów – wszystkie o charakterze dziedzictwa kulturowego. Wszystkie obiekty znajdują się również na liście światowego dziedzictwa w zagrożeniu.
Na libijskiej liście informacyjnej UNESCO – liście obiektów, które Libia zamierza rozpatrzyć do zgłoszenia do wpisu na listę światowego dziedzictwa, znajdują się trzy obiekty (stan na marzec 2021 roku).

## Obiekty na liście światowego dziedzictwa UNESCO
Poniższa tabela przedstawia libijskie obiekty na liście światowego dziedzictwa UNESCO:
Nr ref. – numer referencyjny UNESCO;
Obiekt – polskie tłumaczenie nazwy wpisu na liście wraz z jej angielskim oryginałem;
Położenie – miasto, szabija; współrzędne geograficzne;
Typ – klasyfikacja według Komitetu Światowego Dziedzictwa:
- kulturowe (K),
- przyrodnicze (P),
- kulturowo-przyrodnicze (K,P);

Rok wpisu – roku wpisu na listę i rozszerzenia wpisu;
Opis – krótki opis obiektu wraz z informacjami o jego zagrożeniu.
     † zagrożone
| Nr ref. | Obiekt                                                                       | Zdjęcie | Położenie                                                     | Typ             | Rok  | Opis |
| ------- | ---------------------------------------------------------------------------- | ------- | ------------------------------------------------------------- | --------------- | ---- | --- |
| 183     | Leptis Magna – stanowisko archeologiczne Archaeological Site of Leptis Magna |         | Al-Marakib 32°38′18″N 14°17′26″E/32,638333 14,290556          | K (i)(ii)(iii)  | 1982 | Miejsce urodzenia cesarza rzymskiego Septymiusza Sewera (145/146–211), który rozbudował miasto i wzniósł wiele budowli użytku publicznego, port, agorę oraz dzielnice mieszkalne. W 2016 roku została wpisana na listę światowego dziedzictwa w zagrożeniu ze względu na szkody wyrządzone wskutek wojny domowej i zagrożenie dalszymi zniszczeniami.                               |
| 184     | Sabrata – stanowisko archeologiczne Archaeological Site of Sabratha          |         | Az-Zawija 32°47′32″N 12°29′03″E/32,792222 12,484167           | K (iii)         | 1982 | Fenicki ośrodek handlu towarami z Afryki, następnie część królestwa Masynissy, zromanizowana w II i III w. n.e. W 2016 roku został wpisany na listę światowego dziedzictwa w zagrożeniu ze względu na szkody wyrządzone wskutek wojny domowej i zagrożenie dalszymi zniszczeniami.                                                                                                  |
| 190     | Cyrena – tereny wykopalisk archeologicznych Archaeological Site of Cyrene    |         | Al-Dżabal al-Achdar 32°49′07″N 21°51′26″E/32,818611 21,857222 | K (ii)(iii)(vi) | 1982 | Cyrena była jednym z głównych miast starożytnej Grecji, następnie Cesarstwa Rzymskiego; została zniszczona przez trzęsienie ziemi w 365 roku. W 2016 roku została wpisana na listę światowego dziedzictwa w zagrożeniu ze względu na szkody wyrządzone wskutek wojny domowej i zagrożenie dalszymi zniszczeniami.                                                                   |
| 287     | Zabytki sztuki naskalnej w Tadrart Akakus Rock-Art Sites of Tadrart Acacus   |         | Ghat 24°50′00,0″N 10°20′00,0″E/24,833333 10,333333            | K (iii)         | 1985 | Tysiące malowideł naskalnych z okresu od 12 tys. p.n.e. do I w. n.e., wykonanych w różnych stylach, odzwierciedlających przemiany kulturowe, jak i zmiany w środowisku naturalnym tego obszaru. W 2016 roku malowidła zostały wpisane na listę światowego dziedzictwa w zagrożeniu ze względu na szkody wyrządzone wskutek wojny domowej i zagrożenie dalszymi zniszczeniami.       |
| 362     | Dawne miasto Ghadamis Old Town of Ghadamès                                   |         | Nalut 30°08′15″N 9°30′04″E/30,137500 9,501111                 | K (v)           | 1986 | Historyczne miasto nazywane „perłą pustyni”; o tradycyjnej zabudowie mieszkalnej, gdzie parter pełni funkcję spiżarni, piętro – przestrzeni mieszkalnej, a tarasy na dachach przeznaczone są dla kobiet. W 2016 roku miasto zostało wpisane na listę światowego dziedzictwa w zagrożeniu ze względu na szkody wyrządzone wskutek wojny domowej i zagrożenie dalszymi zniszczeniami. |

## Obiekty na libijskiej liście informacyjnej UNESCO
Poniższa tabela przedstawia obiekty na libijskiej liście informacyjnej UNESCO:
Nr ref. – numer referencyjny UNESCO;
Obiekt – polska nazwa obiektu wraz z jej oryginałem na libijskiej liście informacyjnej;
Położenie – miasto, szabija; współrzędne geograficzne;
Typ – klasyfikacja według zgłoszenia:
- kulturowe (K),
- przyrodnicze (P),
- kulturowo-przyrodnicze (K,P);

Rok wpisu – roku wpisu na listę informacyjną;
Opis – krótki opis obiektu wraz z informacjami o jego zagrożeniu.
| Nr ref. | Obiekt                                                                      | Zdjęcie | Położenie                                                     | Typ             | Rok  | Opis |
| ------- | --------------------------------------------------------------------------- | ------- | ------------------------------------------------------------- | --------------- | ---- | --- |
| 6486    | Ghirza – stanowisko archeologiczne Archaeological site of Ghirza            |         | Misrata 30°56′48,3″N 14°33′03,8″E/30,946737 14,551069         | K (ii)(iii)     | 2020 | Starożytne miasto rzymskie, obecnie stanowisko archeologiczne z pozostałościami zabudowań mieszkalnych, świątyni i dwóch cmentarzysk z licznymi mauzoleami.                         |
| 6487    | Ptolemaida – stanowisko archeologiczne The Archaeological Site of Ptolemais |         | Al-Mardż 32°42′00″N 20°57′00″E/32,700000 20,950000            | K (ii)(iii)(iv) | 2020 | Jedno z pięciu głównych miast (Pentapolis) w Cyrenajce, pod wpływem tradycji greckich, egipskich, rzymskich, libijskich, bizantyjskich i Islamu, obecnie stanowisko archeologiczne. |
| 6488    | Jaskinia Haua Fteah Haua Fteah Cave                                         |         | Al-Dżabal al-Achdar 32°53′59″N 22°03′05″E/32,899722 22,051389 | (iii)(iv)(v)    | 2020 | Jaskinia w górach Al-Dżabal al-Achdar ze śladami bytności człowieka sprzed 150 tys. lat.                                                                                            |